# Serianthes melanesica
Serianthes melanesica är en ärtväxtart som beskrevs av Francis Raymond Fosberg. Serianthes melanesica ingår i släktet Serianthes och familjen ärtväxter. Inga underarter finns listade i Catalogue of Life.